# Absolvo te
Absolvo te е вторият роман на Георги Бърдаров.
Романът е за прошката към себе си и към другия. Всеки от героите в него трябва да прости непростимото на другия, за да получи опрощение и за самия себе си.
Действието в романа преплита Холокоста и концлагерите на нацистка Германия към арабско-израелския конфликт. Раздорът между два народа, които знаят, че произхождат от един и същи човек Авраам/Ибрахим, и които, въпреки че имат многократно повече общо, отколкото различно, в продължение на 70 години водят ежедневна братоубийствена война.
През 2021 г. романът получава Наградата за литература на Европейския съюз от квотата на България. Националното жури, избрало за победител романа на Георги Бърдаров, е с председател Анжела Димчева (секретар на Българския ПЕН център) и членове Велизара Добрева (изпълнителен директор на издателство „Егмонт“), Димитър Атанасов (съдружник в книготърговската фирма „Букохолик“ ЕООД), Дарин Тенев (доцент по теория на литературата и директор на Института за критически и социални изследвания в Пловдив) и Светлозар Желев (директор на Националния център за книгата).